# Hasegawa Tōhaku
Pour les articles homonymes, voir Hasegawa.
Hasegawa Tōhaku (長谷川 等伯), nom familier : Kyūroku, noms de pinceau : Nobuharu et Tōhaku est un peintre japonais des XVIe – XVIIe siècles. Il nait à Nanao dans la province de Noto en 1539, et il meurt en 1610.

## Biographie
À l'époque du grand Kanō Eitoku qui rayonne, grâce à son important atelier, sur tous les artistes de son temps, seuls les hommes d'une puissante personnalité réussissent à se dégager de son empire: c'est le cas de Hasegawa Tōhaku. Bien des points obscurs subsistent sur son origine, son lieu de naissance n'est pas une certitude et l'on pense qu'il commence par exercer son métier de peintre en province. Certains même l'identifient à Hasegawa Nobuharu bien que le style un peu mièvre de ce dernier empêche d'autres spécialistes d'accepter cette hypothèse. Il faut donc reconstituer sa vie d'après ses œuvres et les quelques notes qu'il écrit sur les artistes, le Tōhaku Gasetsu (Propos sur l'Art). 

## Parcours d'artiste
Après avoir appris la technique de la peinture monochrome de l'école de Sesshū, il part à Kyoto pour travailler, croit-on, dans l'atelier des Kanō. Le nom précis de son maître n'est pas connu et l'on avance parfois les noms de Kanō Munenobu, Kanō Shōei et même Kanō Eitoku, ainsi que celui d'un peintre peu connu: Soga Shōshō. Mais c'est un esprit indépendant et sa formation d'atelier ne dure pas longtemps. Il se prétend être « la cinquième génération de Sesshū » et il continue seul à approfondir l'étude des œuvres de ce grand maître et celles des artistes chinois de l'époque Song, particulièrement de Muqi qui l'influence beaucoup. Tōhaku gagne l'estime de la classe guerrière et des moines zen par la force spirituelle émanant de ses lavis. Il reste un nombre considérable de ses peintures monochromes, dont un chef-d'œuvre, suffisant à lui seul à expliquer le génie de son auteur. 

## Style et technique
Il s'agit d'une paire de paravents représentant un Bois de Pins, conservé au Musée National de Tokyo. Les pins apparaissent derrière un rideau de pluie fine et de brume, petit coin caractéristique de la nature japonaise. Quatre ou cinq bosquets d'arbres aux troncs élancés sont dépeints à l'encre de Chine en des tons infiniment nuancés à l'aide d'un pinceau plus ou moins chargé d'encre. Par les effets variés ainsi obtenus, le peintre réussit à exprimer très bien la qualité propre à chaque substance: feuillage, troncs, racines à fleur de terre, tandis que les silhouettes indistinctes des pins s'estompent dans le brouillard, évoquant la vaste profondeur du bois. Cette œuvre de la maturité de Tōhaku montre la maîtrise acquise de l'art de Muqi: trois ou quatre siècles après l'introduction de la peinture monochromes chinoise au Japon, un artiste japonais sait exprimer l'atmosphère poétique de son pays, grâce à une technique venue du continent chargée de métaphysique et devenue, ici, sérénité et fraîcheur d'expression.

## Âge d'or de la peinture murale (XVIe–XVIIesiècles)
Dans les nombreuses peintures de singes, monochromes elles aussi et qui s'inspirent des œuvres fameuses de Muqi, on retrouve cette même interprétation très libre où les noirs nuancés de façon subtile font miroiter les fonds blancs. Tōhaku réalise parallèlement de grandes compositions polychromes pour décorer temples et palais, et avec l'aide de ses fils, surtout Kyūzo (1568-1593), il fonde son école et se fait attribuer d'importants travaux, commandes officielles émanant souvent de Toyotomi Hideyoshi, maître du pays à l'époque. Il concurrence par là le monopole de l'École Kanō de Kyōto. Il subsiste une grande série de peintures murales, reflétant non seulement son art mais aussi celui de son époque: ce sont des panneaux conservés au temple Chishaku-in de Kyoto, grandiose représentation d'érable entouré d'herbes d'automne, qui s'étend sur quatre grandes portes à glissière. Les branches, le tronc et les rochers sont dessinés avec acuité mais sans insistance, avec la même grâce de mouvement que les paravents au Bois de Pins. Une vitalité intense anime les herbes d'automne en fleurs dont les couleurs claires et harmonieuses se détachent nettement sur le fond d'or. Peinture monochrome et peinture décorative, tels sont les deux volets où s'illustre le talent de Hasegawa Tōhaku.

## Attribution confirmée
D'après les archives contenus au temple Chishaku-in, il existe sur ce terrain un autre temple, le Shōun-ji, construit en 1592 par Hideyoshi pour consoler l'âme de son fils favori Sutemaru, mort à l'âge de trois ans. Après la chute de la famille Toyotomi en 1615, le vainqueur Tokugawa Ieyasu confie à l'administration du Chishaku-in le terrain et les bâtiments du Shōun-ji, considérés comme les plus beaux de la capitale, avec leur merveilleux décor de peintures murales. Lors de l'incendie de 1682, une bonne partie de ces peintures sont détachées de l'architecture et mises en lieu sûr; elles sont ensuite employées à nouveau pour orner les bâtiments reconstruits, beaucoup moins grands qu'à l'origine. Miraculeusement sauvées une fois encore du feu qui ravage le temple en 1947, ces compositions présentent aujourd'hui l'aspect intérieur des grands temples construits par Hideyoshi. Or, la tradition presque oubliée qui attribue ces œuvres aux pinceaux de Hasegawa Tōhaku et de son école se trouve confirmée de nos jours par l'étude stylistique. 

## Un maître de la peinture murale
Nous considérons comme de la main du maître la grandiose représentation d'un érable entouré d'herbes d'automne, qui s'étend sur quatre grandes portes à glissière (mesurant ensemble 177 centimètres de haut et 554 centimètres de long) et constitue une partie de la cloison de la salle d'honneur. Étant donné que les autres portes anciennes du Shōun-ji, conservées intégralement sous forme de paravents au temple Chishaku-in, mesurent 218,8 centimètres de hauteur, la composition à l'érable, postérieurement adaptée à un bâtiment plus petit, doit donc être beaucoup plus grande à l'origine qu'elle ne l'est actuellement. En effet, la puissance du grand érable au feuillage rouge dépasse le cadre de la paroi. Mais, ce qui nous charme avant tout dans cette œuvre, c'est le mouvement plein de vie du tronc qui étend ses branches des deux côtés. La même vitalité anime les diverses herbes d'automne en fleurs qui s'élancent du pied de l'arbre. 
Les couleurs de ces plantes qui se détachent nettement du fond d'or représentant le sol ou les nuages sont claires et harmonieuses. Les recherches décoratives ou d'expression déforment moins la nature et n'alourdissent pas autant les couleurs ou la composition que dans les œuvres d'Eitoku et de son école. Les traits de pinceau qui dessinent avec acuité et sans insistance le tronc, les branches ou les rochers montrent l'étroite parenté qui existe entre cette œuvre polychrome et les peintures monochromes du même artiste. Comme dans le Bois de pins du Musée national de Tokyo, on retrouve ici la grâce du mouvement, la sérénité des tons et la fraîcheur d'expression qui caractérisent la maîtrise de Hasegawa Tōhaku.

## Musées
- Boston (Mus. of Fine Arts) :

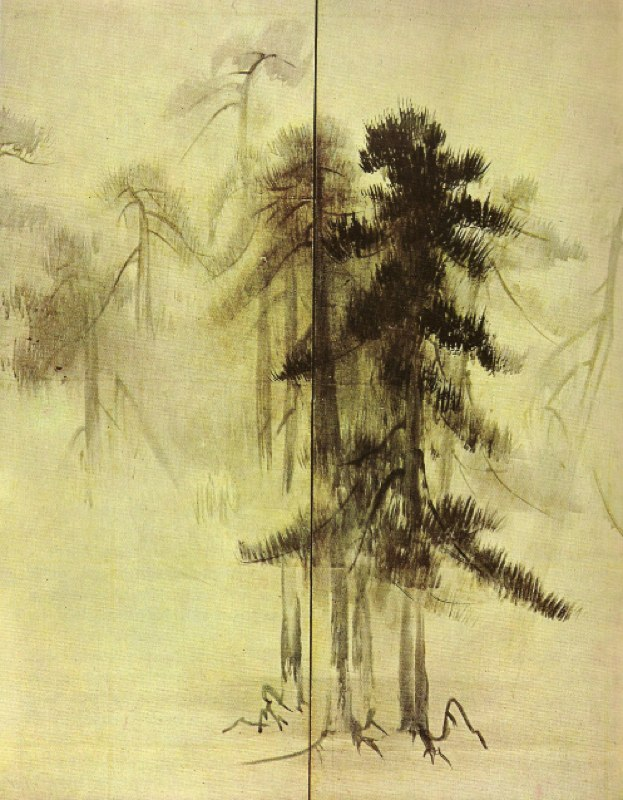
Bois de pins par Hasegawa Tōhaku.

  - Singes, encre sur papier, paravents à six feuilles.
  - Dragon et tigre, encre sur papier, paire de paravents.
- Kyoto (Temple Chishaku-in):
  - Érable entouré d'herbes d'automne, couleurs sur fond d'or sur papier, quatre portes à glissière.
  - Portraits d'ahrats, paravent.
- Kyoto  (Temple Ryōsoku-in) :
  - Les Sept Sages du bosquet de bambous, paravent.
- Kyoto (Musée national) :
  - Singes dans les arbres dénudés, encre sur papier, deux rouleaux en hauteur, au registre des Biens Culturels notoires.
  - Paravents aux pins, encre sur papier, paire de paravents à six feuilles, au registre des Trésors nationaux.
- Nanao (Musée d'art)[7].